# Eisenbahnunfall von Arévalo
Der Eisenbahnunfall von Arévalo am 11. Januar 1944 war ein Auffahrunfall im Bahnhof von Arévalo, Spanien. 41 Menschen starben dabei.

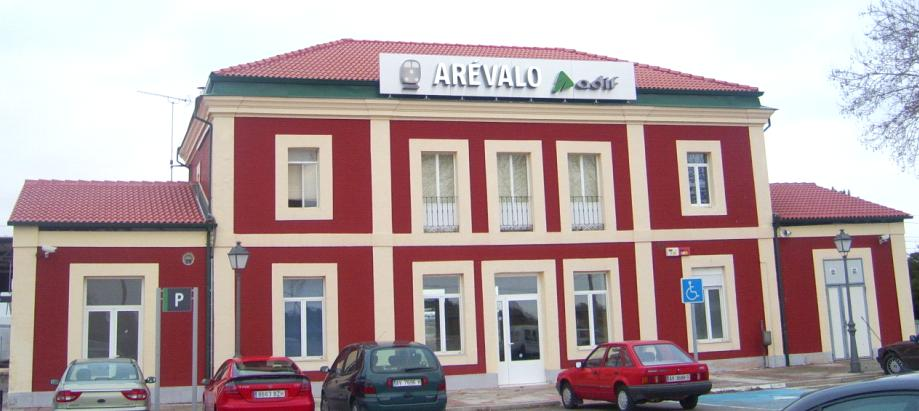
Empfangsgebäude des Bahnhofs von Arévalo

## Ausgangslage
Auf der Bahnstrecke Madrid–Hendaye (–Irún) waren zwei Züge unterwegs: Der Zug Nr. 21 von Madrid nach La Coruña, gefolgt vom Schnellzug Nr. 1 von Madrid nach Hendaye.
Zug Nr. 21 bestand aus einer Lokomotive und 10 Wagen: Ein Gepäckwagen, zwei Bahnpostwagen (einer nach La Coruña und einer nach Vigo), ein Wagen 1. Klasse (nach der alten Klasseneinteilung) mit Schlafabteilen, zwei Wagen 1./2. Klasse und vier Wagen 3. Klasse. Der Zug hatte den Madrider Bahnhof Príncipe Pío am 10. Januar um 22:15 Uhr verlassen. Er erreichte den Bahnhof Arévalo gegen 2:25 Uhr mit 16 Minuten Verspätung.
Zug Nr. 1 bestand aus einem gedeckten Güterwagen, einem Bahnpostwagen, zwei Schlafwagen, vier Wagen 1. Klasse, einem 2. Klasse, zwei 3. Klasse, und zwei Wagen 1./3. Klasse. Er verließ den Bahnhof Príncipe Pío am 10. Januar um 23:00 Uhr. Auch der Schnellzug war mit einigen Minuten Verspätung unterwegs, da ihn ein vorausfahrender, langsamer Güterzug aufgehalten hatte. In Arévalo war für ihn planmäßig kein Halt vorgesehen.

## Unfallhergang
Bis zum Bahnhof Sanchidrián verlief die Fahrt des Zuges Nr. 21 normal. Bei der Ausfahrt aus dem Bahnhof bemerkte ein Mitarbeiter im ersten der beiden Bahnpostwagen ein merkwürdiges Geräusch und betätigte ein Alarmsignal. Ein Reisender im ersten Personenwagen bemerkte Funkenflug, der unter dem Bahnpostwagen hervor kam, und betätigte ebenfalls das Alarmsignal. Als der Zug den Bahnhof Arévalo erreichte, fuhr er nach Gleis 1 ein, dem Durchgangsgleis direkt am Empfangsgebäude. Der Lokomotivführer teilte dem Bordmechaniker mit, dass mit der Bremsanlage etwas nicht stimme und überprüft werden müsse. Am vorderen Fahrgestell des Bahnpostwagens hatte sich an der Bremse ein Teil gelöst und schliff am Gleis entlang, was den Funkenflug verursacht hatte. Es wurde geschätzt, dass es 10 Minuten dauere, die Reparatur durchzuführen. Da der Zug mit der defekten Bremse auch nicht bewegt werden sollte, blieb er für die Reparatur im Durchgangsgleis stehen. Nach hinten wurde er durch das „Halt“ zeigende Einfahrsignal und durch Knallkapseln gesichert.
Gegen 2:45 Uhr näherte sich der Schnellzug dem Bahnhof Arévalo, überfuhr das „Halt erwarten“ zeigende Vorsignal und das „Halt“ gebietende Einfahrsignal des Bahnhofs. Mit hoher Geschwindigkeit fuhr er in den Bahnhof ein. Zeugen beobachteten, dass er dann mit aller Kraft bremste, Gegendampf gab und die explodierenden Knallkapseln zu hören waren. Gleichwohl fuhr er auf den hinteren Teil des stehenden Zuges auf, dessen letzte beiden Wagen zertrümmert wurden, stark besetzte Wagen 3. Klasse mit Holzaufbauten, wodurch die hohe Zahl der Opfer zustande kam.

## Folgen

Wappen der Stadt Arévalo

41 Menschen starben, 78 wurden darüber hinaus verletzt. Die Hilfeleistung der örtlichen Bevölkerung wurde staatlicherseits als vorbildlich eingestuft. Die Stadt erhielt den zivilen Verdienstorden Orden de la Beneficencia und den Zusatztitel „Muy Humanitaria“ (sehr humanitär), der seitdem auch in das Stadtwappen aufgenommen ist.
Nur zwei Wochen später wurde vor dem Juzgado Especial de Accidentes Ferroviarios de la Primera Región Militar (Gericht für Eisenbahnunfälle der ersten Militärregion) in Madrid der Strafprozess eröffnet. Am 11. Februar 1944 wurde der Lokomotivführer verurteilt.